# 王氏 (遂国夫人)
王氏，嘉州王蒙正女，劉從德妻子，刘太后的侄媳妇，劉永年生母，后成为宋仁宗的情妇。
天圣时，宋朝政府在蜀中为皇帝选妃，王氏姿色冠世，进京备选。当时由宋仁宗的嫡母刘太后主政，刘太后因为王氏太过漂亮，认为她不适合年少的宋仁宗，将她嫁给前夫刘美的儿子刘从德。而宋仁宗中意的皇后人选张氏，又被刘太后否决。最终在天圣二年（1024年），立郭氏为皇后。宋仁宗对王氏未能入宫，始终耿耿于怀。
1031年，丈夫刘从德逝世。其后，王氏受封为遂国夫人，被允许出入禁宮。有人怀疑王氏的兒子刘永年就是宋仁宗的私生子，因為宋仁宗对劉永年特别好，刘永年出生不久之后，仁宗便把他留在身边，三岁的时候，宋仁宗就将其加封为内殿崇班，一直养到十二岁才出宫，远胜于对待一般的皇族子弟。景祐四年（1037年）二月，父亲王蒙正与祖父的婢妾霍氏通奸被除名。王氏受此牵连，被禁止进入后宫，封号被夺。但此后，王氏又出入禁中如故。
康定年间，曾有官员表示反对王氏出入禁中。康定二年或作庆历元年（1041年），宋仁宗下诏复封王氏为遂国夫人，但中书舍人富弼以缴还词头的方式，使得王氏复封一事告吹。其后，王氏事迹无记载。